# 36 Samodzielna Brygada Piechoty Morskiej
36 Samodzielna Brygada Piechoty Morskiej (ukr. 36-та окрема бригада морської піхоти) – związek taktyczny armii ukraińskiej. Podlega dowództwu Marynarki Wojennej.

## Historia
Brygada została sformowała w 2014 roku w oparciu m.in. o siły i sprzęt, który powrócił z anektowanego przez Rosję Krymu. Według innych źródeł nie wszystkie jej pododdziały osiągnęły jeszcze gotowość bojową, mimo to zgrupowanie bojowe szybko zostało wysłane do Donbasu celem walk przeciwko prorosyjskim separatystom.